# Baldedo (Allande)
Baldedo  (en eonaviego, Valdedo) es una casería perteneciente a la parroquia de Berducedo, en el concejo de Allande, comarca del Narcea, Principado de Asturias, España.